# 拉沙佩勒-弗勒里涅
拉沙佩勒-弗勒里涅（法語：La Chapelle-Fleurigné，法語發音：[la ʃapɛl flœʁiɲe]）是法国伊勒-维莱讷省的一个市镇，属于富热尔-维特雷区。该市镇于2024年1月1日由原市镇拉沙佩勒让松和弗勒里涅合并而成。

## 地理
拉沙佩勒-弗勒里涅（48°20'54"N, 1°6'3"W）面积45.13 平方千米，位于法国布列塔尼大區伊勒-维莱讷省，该省份为法国西北部沿海省份，位于布列塔尼半岛东部，北濒大西洋，西接阿摩尔滨海省和莫尔比昂省，南至大西洋卢瓦尔省，西南端接曼恩-卢瓦尔省，东临马耶讷省，东北与芒什省接壤。
与拉沙佩勒-弗勒里涅接壤的市镇（或旧市镇、城区）包括：勒洛鲁、拉尔尚、拉佩勒里讷、吕特雷-栋皮埃尔、拉塞勒昂吕特雷、博塞、莱涅莱。
拉沙佩勒-弗勒里涅的时区为UTC+01:00、UTC+02:00（夏令时）。

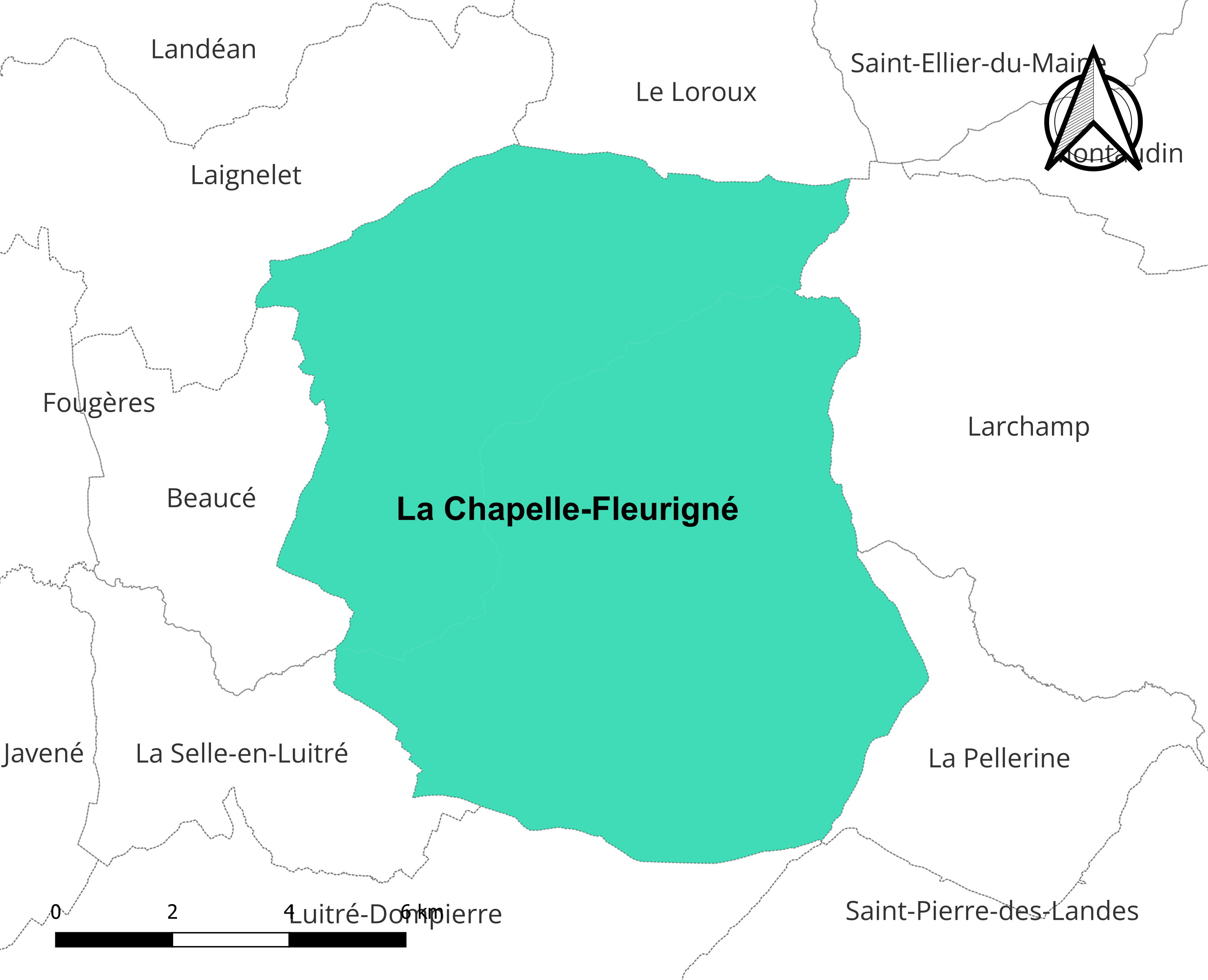
拉沙佩勒-弗勒里涅的定位图

## 行政
拉沙佩勒-弗勒里涅的邮政编码为35133，INSEE市镇编码为35062。

## 政治
拉沙佩勒-弗勒里涅所属的省级选区为富热尔第二县。

## 人口
拉沙佩勒-弗勒里涅于2022年1月1日时的人口数量为2430人。